# 雲惟彬
雲惟彬（1982年—），出生於馬來西亞，曾任職美國某線上行銷公司視覺設計師、母校資深介面設計師，2007年12月與加拿大籍及丹麥裔等朋友共同創辦噗浪。

## 軼事
雲惟彬公開說過，若德國沒拿到2010年世界盃足球賽冠軍，他就要在台北101裸奔一圈。

## 外部連結
- 雲惟彬的Plurk專頁
- 雲惟彬的Facebook專頁
- 雲惟彬 （页面存档备份，存于） - LinkedIn個人頁